# Michelle David
Michelle David (Winston-Salem, 28 augustus 1966) is een Amerikaanse zangeres en presentatrice.

## Biografie
Toen David tien maanden oud was, verhuisde ze samen met haar moeder naar New York. Opgegroeid met de kerk begon ze op haar vierde te zingen. Ze werd op vijfjarige leeftijd lid van haar eerste groep, The Mission of Love.
In 1980 begon ze met ze een opleiding aan de Fame school in New York. Tijdens deze periode droeg ze bij aan de film Ghostbusters. Na haar eindexamen ging ze medicijnen studeren. In 1991 deed ze auditie voor de Broadway musical Mama, I Want to Sing. In 1992 ging ze met deze musical de wereld rond. Zo kwam David in Duitsland terecht, waar ze twee jaar deel uitmaakte van de groep The Golden Gospel Singers.
In 1994 kwam David naar Nederland om met Stardust Theatre Productions te werken. De eerste show was The Sound of Motown. Voor hetzelfde bedrijf deed ze ook de shows Glory of Gospel en Mahalia. Tijdens deze producties speelde ze een gospelzangeres in de film Abeltje en kwam er een cd-single uit genaamd No One's Gonna Love You.
Toen David terugkeerde naar de Verenigde Staten deed ze daar achtergrondvocalen voor Diana Ross en Michael Bolton en de choreografie voor de show Black Nativity. Opnieuw kwam ze in Duitsland terecht. Vanaf 2000 maakte ze twee seizoenen deel uit van de productie R.E.S.P.E.C.T.
In 2002 wees ze de rol van Shenzi in de Lion King in Duitsland af, om onderdeel uit te maken van de formatie Big, Black & Beautiful.
Voor SALTO Omroep Amsterdam verzorgt David zowel een radio- als een tv-programma genaamd 'Inspirational Grooves'. Verder maakt zij deel uit van de gospelformatie Salt.
David woont samen met haar man Donald in de buurt van Amsterdam. Ze hebben drie kinderen.
In 2023 touren Michelle David & The True Tones met een theatershow genaamd The Untold Stories.

## Discografie

### Albums
- New Generation (ep)
- Big, Black & Beautiful - A Tribute to the Girl Groups (2003) met Rocq-E Harrell en Lucretia van der Vloot
- Big, Black & Beautiful XL (2006) met Rocq-E Harrell en Lucretia van der Vloot
- Everything's Changing (2009) met Rocq-E Harrell en Lucretia van der Vloot
- The Gospel Sessions Vol. 1 (2015) van Michelle David & The Gospel Sessions
- The Gospel Sessions Vol. 2 (2016) van Michelle David & The Gospel Sessions
- The Gospel Sessions Vol. 3 (2018) van Michelle David & The Gospel Sessions
- The Gospel Sessions Vol. 4 (2020) van Michelle David & The Gospel Sessions
- Truth & Soul (2022) van Michelle David & The True Tones

### Singles
- No One's Gonna Love You (1997)
- Big, Black & Beautiful (2003) met Rocq-E Harrell en Lucretia van der Vloot
- Just the Way (Simmons & Christopher featuring Big, Black & Beautiful) (2005)
- Let's Go Together (Soul Corporation featuring Big, Black & Beautiful) (2005)
- Geef jouw lach (2007) Big, Black & Beautiful met Vinzzent
- My Special Prayer (2008) Big, Black & Beautiful
- Old Horse (2009) Big, Black & Beautiful met Carel Kraayenhof
- No Frills Love (2009) Big, Black & Beautiful
- Move Your Body (2009) (met DJ Jeroenski & Bjorn B)
- Guess I'll Be the One (2010) Big, Black & Beautiful

### Dvd
- Big, Black & Beautiful in Concert - Live in Carré (2008)